# Macrostomum hystrix
Desmote antarcticus — вид війчастих плоских червів родини Macrostomidae.

## Розмноження
Macrostomum hystrix здатний до підшкірного запліднення . У цьому процесі сперма вводиться через епідерміс в паренхіму партнера по спарюванню. Це робиться голкоподібним стилетом, який є чоловічим копулятивним органом. Стилет має жорстке і загострене дистальне потовщення, а також субтермінальний отвір, яким може проколювати епідерміс партнера, що спаровується. Сперма дуже рухлива, невелика і проста, але не має джгутиків. Жіночий антрум демонструє просту анатомію і бере участь лише у відкладанні яєць.
Описані також поодинокі випадки самозапліднення. Черв'як стилетом вприскує собі сперму у паренхіму у голові. Згодом сперма знаходить собі шлях до яйцеклітини і відбувається запліднення.